# 復活節島省

復活節島省是智利的54個省份之一，位於該國中部，由瓦爾帕萊索大區負責管轄，包含復活節島及薩拉戈麥斯島，首府設於安加羅阿，面積164平方公里，2002年人口3,791，人口密度每平方公里23.2人。